# (4843) Mégantic
(4843) Mégantic ist ein Asteroid des Hauptgürtels, der am 28. Februar 1990 vom belgischen Astronomen Henri Debehogne am La-Silla-Observatorium der Europäischen Südsternwarte (IAU-Code 809) in Chile entdeckt wurde.
Der Himmelskörper wurde nach dem Observatoire du Mont Mégantic auf dem Mont Mégantic in der kanadischen Provinz Québec benannt.